# 馬克·菲爾德
馬克·克里斯多福·菲爾德（英語：Mark Christopher Field，1964年10月6日—），英國政治人物，黨籍是保守黨。自2001年至2019年，擔任倫敦及西敏市選區選出的英國下議院議員。他畢業於牛津大學。
2004－2005年，與莉兹·特拉斯发生外遇。